# مارکوس آئوریلیو گالینو
مارکوس آئوریلیو گالینو بازیکن فوتبال اهل برزیل است
مارکوس آئوریلیو گالینو در تیم‌های فوتبال پالمیراس سابقهٔ حضور دارد.